# 阿特阿特坎河

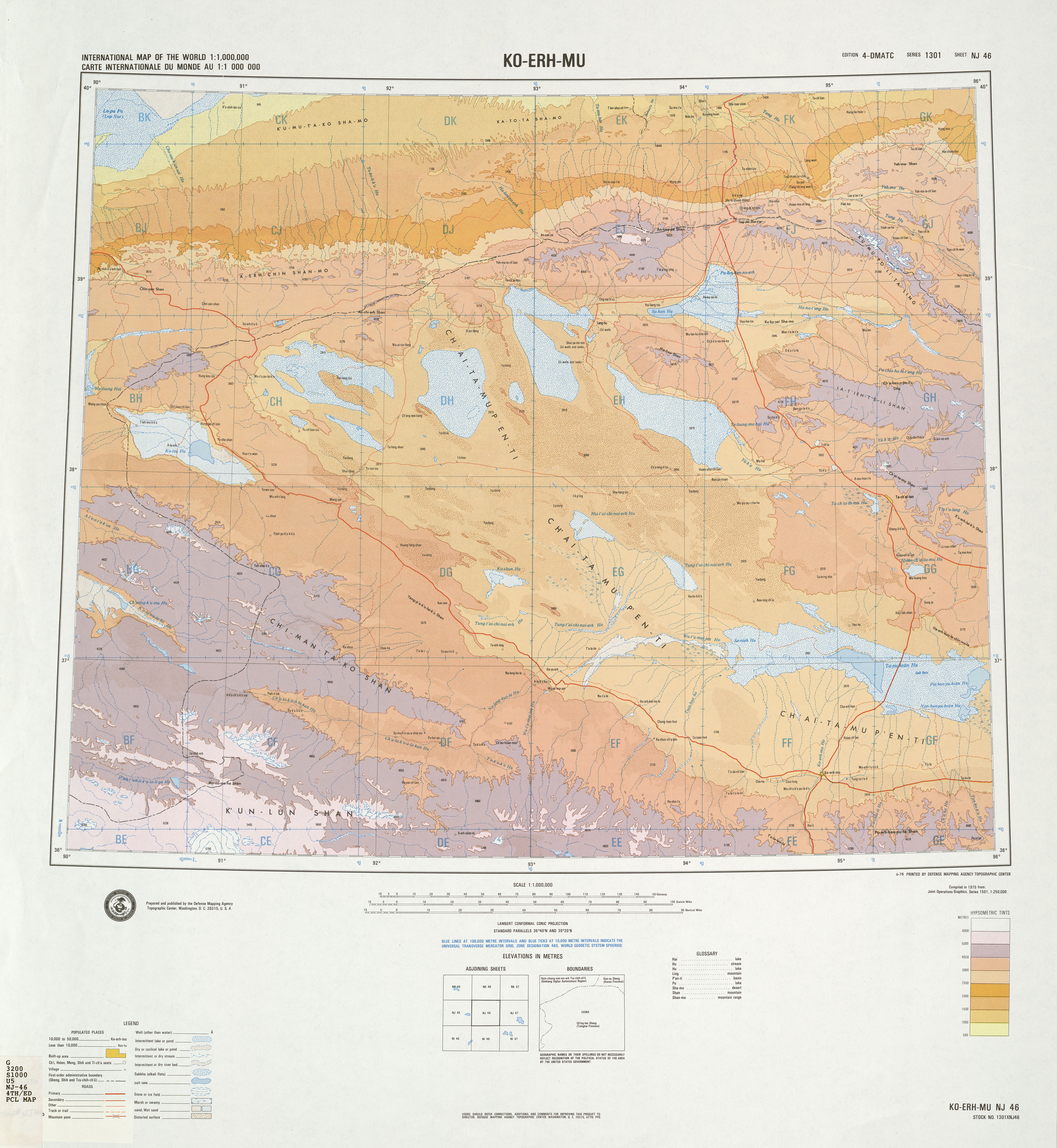
新疆东部及青海省西北部地形图，阿特阿特坎河上游位于编号BG区域内，标注为A t'e a t'e k'an Ho

阿特阿特坎河，也作阿提阿特坎河，是位于中华人民共和国新疆维吾尔自治区巴音郭楞蒙古自治州若羌县东南部的一条河流，铁木里克河最大的支流，河名源自维吾尔语意为“打死马的地方”，相传清朝康熙年间，有父子二人到此打猎一无所获，担心被人耻笑，便打死了坐骑，因而得名。发源于祁曼塔格山脉卡尔塔阿里克山东段，自东南向西北流，穿行于祁曼塔格山与阿喀祁曼塔格山之间，出山口后折向东北，在巴格托喀依附近汇入铁木里克河玉苏普阿勒克河段。河长175千米，流域面积4531平方千米，河道平均比降8.3‰，年均径流量约1.67亿立方米。流域地处内陆高原山区，交通不便，人迹罕至。